# (Everyday Is) Halloween
(Everyday Is) Halloween é um single da banda norte-americana Ministry, lançado em 1984. Posteriormente, foi incluso na coletânea Twelve Inch Singles (1981-1984).
Em 2007, o duo Dangerous Muse regravou a canção, lançando-a como o terceiro single de sua carreira, em um lançamento duplo com a faixa "Give Me Danger".

## Single
Versão simples
1. Give Me Danger (Single Mix)
2. Everyday Is Halloween (Original Version)
3. Everyday Is Halloween (Extended Version)

Versão remixes
1. Everyday Is Halloween (Josh Harris Club Mix)
2. Give Me Danger (Josh Harris Club Mix)
3. Everyday Is Halloween (Dub Mix)
4. Everyday Is Halloween (Dance Radio Edit)
5. Give Me Danger (Dub Mix)